# Acryptolaria symmetrica
Acryptolaria symmetrica is een hydroïdpoliep uit de familie Lafoeidae. De poliep komt uit het geslacht Acryptolaria. Acryptolaria symmetrica werd in 1905 voor het eerst wetenschappelijk beschreven door Nutting. 